# Лобода
 Тази статия е за растението.  За украинската певица вижте Светлана Лобода.  
Лобода (Atriplex) е род едногодишни треви и полухрасти от сем. Щирови. Съществуват около 230 вида в умерените области, в България – 7 вида. Повечето са рудерални растения, плевели, някои фуражни. Градинската лобода се култивира като зеленчуково (заради листата) или декоративно растение.
Пониква от края на март до началото на май. Едно растение образува до 100 000 семена, които запазват кълняемостта си 5 – 6 години, като покълват много неравномерно.